# Walter Serno
Walter Serno (ur. 24 października 1902 w Britz, zm. ?) – zbrodniarz nazistowski, SS-Sturmscharführer i szef gestapo niemieckim obozie koncentracyjnym Buchenwald.
Po zakończeniu edukacji znalazł pracę w policji. Od listopada 1924 do stycznia 1936 pracował w policji pruskiej. Następnie czasowo znalazł zatrudnienie w pruskim Ministerstwie Spraw Wojskowych, po czym przeniósł się do Berlina, gdzie służył w miejscowym gestapo. Od początku kwietnia 1940 pełnił służbę w gestapo w Weimarze. W policji osiągnął stopień sekretarza kryminalnego (Kriminalsekretär). Należał również do SD.
Od 1942 do kwietnia 1945 kierował obozowym gestapo w Buchenwaldzie. Znęcał się nad więźniami polskimi i obywatelami radzieckimi, bijąc ich metalowym prętem. 29 marca 1943 został przez Heinricha Himmlera wydalony ze służby w SS. Powodem tego było, w opinii Himmlera, zachowanie niegodne członka SS, gdyż Serno po zakończeniu sprawy rozwodowej poślubił następnie kobietę o dziewięć lat starszą. Mimo to zachował on swoje stanowisko w policji. O jego powojennych losach nic nie wiadomo.